# Heut' ist gewiss ein guter Tag
Heut' ist gewiss ein guter Tag (in tedesco, "Oggi è davvero un buon giorno") BWV Anh 7 è una cantata di Johann Sebastian Bach.

## Storia
Pochissimo si sa di questa cantata. Venne composta per festeggiare il compleanno del principe Leopoldo di Anhalt-Köthen e venne eseguita per la prima volta il 10 dicembre 1720. Il testo della cantata, suddivisa in cinque movimenti, era di Christian Friedrich Hunold o di Christian Friedrich Henrici. La musica è andata interamente perduta.